# 릭 판 데르 펜
릭 판 데르 펜(네덜란드어: Rick van der Ven, 1991년 4월 14일~)은 네덜란드의 양궁 선수이다. 2012년 하계 올림픽 양궁 종목에 네덜란드 선수로는 유일하게 참가하여 개인전 16강에서 세계 최강으로 알려진 대한민국의 임동현을 꺾어 주목을 받았고, 준결승전까지 진출하여 동메달을 노렸으나 중화인민공화국의 다이샤오샹에게 근소한 차로 져 메달은 따지 못했다.